# Begroetingsouverture
De Begroetingsouverture in C-majeur opus 48 is een compositie voor symfonieorkest van de Russische componist Nikolaj Mjaskovski. In het werk wordt nergens genoemd wie Mjaskovski wilde begroeten. Men is er vrij zeker van dat dit een opdracht was die men niet kon weigeren zonder een enkele reis naar de Goelag in Siberië te boeken. De Moskouse Radio had een opdracht gegeven om een stuk te componeren gewijd aan Stalin en wel voor zijn zestigste verjaardag. Mjaskovski was geen aanhanger van Stalin, integendeel zelfs, maar kon dus niet onder de opdracht uit. Hij componeerde een bijna nietszeggend stuk muziek, waarbij hij wel trouw bleef aan zijn eigen stijl, dus met niet al te veel pathos of bombast, maar een lyrisch stuk met een melancholische melodielijn. Er zijn slechts twee opnamen bekend, beide uit de jaren negentig. De tempo-aanduiding luidt Allegro con brio e maestoso.
De Engelse titel luidt Salutatory Overture of Greetingsoverture. Ook de naam Huldigung’s Overture komt voor.

## Bron en discografie
- Russian Disc RDCD 00662 / Alto ALC 1023 / Warner 2564 69689-8: Jevgeni Svetlanov met het Academisch Symfonieorkest van de Russische Federatie, opn. 1990.
- Olympia OCD 528 / Regis RRC1244: Jevgeni Samoilov met het Orkest van de Nieuwe Opera van Moskou, opn. 1993.